# Mangifera lagenifera
Mangifera lagenifera är en sumakväxtart som beskrevs av William Griffiths. Mangifera lagenifera ingår i släktet Mangifera och familjen sumakväxter. Inga underarter finns listade i Catalogue of Life.